# Leonardo Puñales
Leonardo Puñales Bonilla, bedre kendt som Leonardo Puñales er en håndboldtræner fra Uruguay. Han har tidligere trænet Uruguays kvindehåndboldlandshold.
Han deltog i VM 2011 i Brasilien og i Panamerikanske lege 2010 i Mexico.